# Pałac w Tartakowie
Pałac w Tartakowie – wybudowany w  1898 r. przez Zbigniewa Lanckorońskiego w stylu neobaroku francuskiego. 

## Zamek w Tartakowie
Pałac wzniesiony w miejscu otoczonego fosą murowanego zamku zbudowanego przez Potockich najprawdopodobniej w XVII wieku. 
Pałac zaprojektował znany architekt Wincenty Jan Rawski (młodszy), polski architekt i budowniczy, działający głównie we Lwowie. Przebudowywał oraz projektował także inne pałace i dwory ziemiańskie, m.in. dwór Kozłowieckich w Rakowej (1896),  hr. Dzieduszyckiego w Izydorowie. Zaprojektował także w roku 1899 siedzibę Dyrekcji Skarbu przy ulicy Jagiellońskiej 52 w Nowym Sączu.
Po II wojnie światowej władze sowieckie zorganizowały w pałacu szkołę podstawową i średnią, najpierw w budynkach gospodarczych obok pałacu, a następnie w samym pałacu. W budynku gospodarczym zorganizowano warsztaty dla uczniów. Na początku lat 90. XX wieku w ogrodzie pałacowym zbudowano nowy obiekt szkolny. Opustoszały pałac w 1994 roku podpalili nieznani sprawcy.

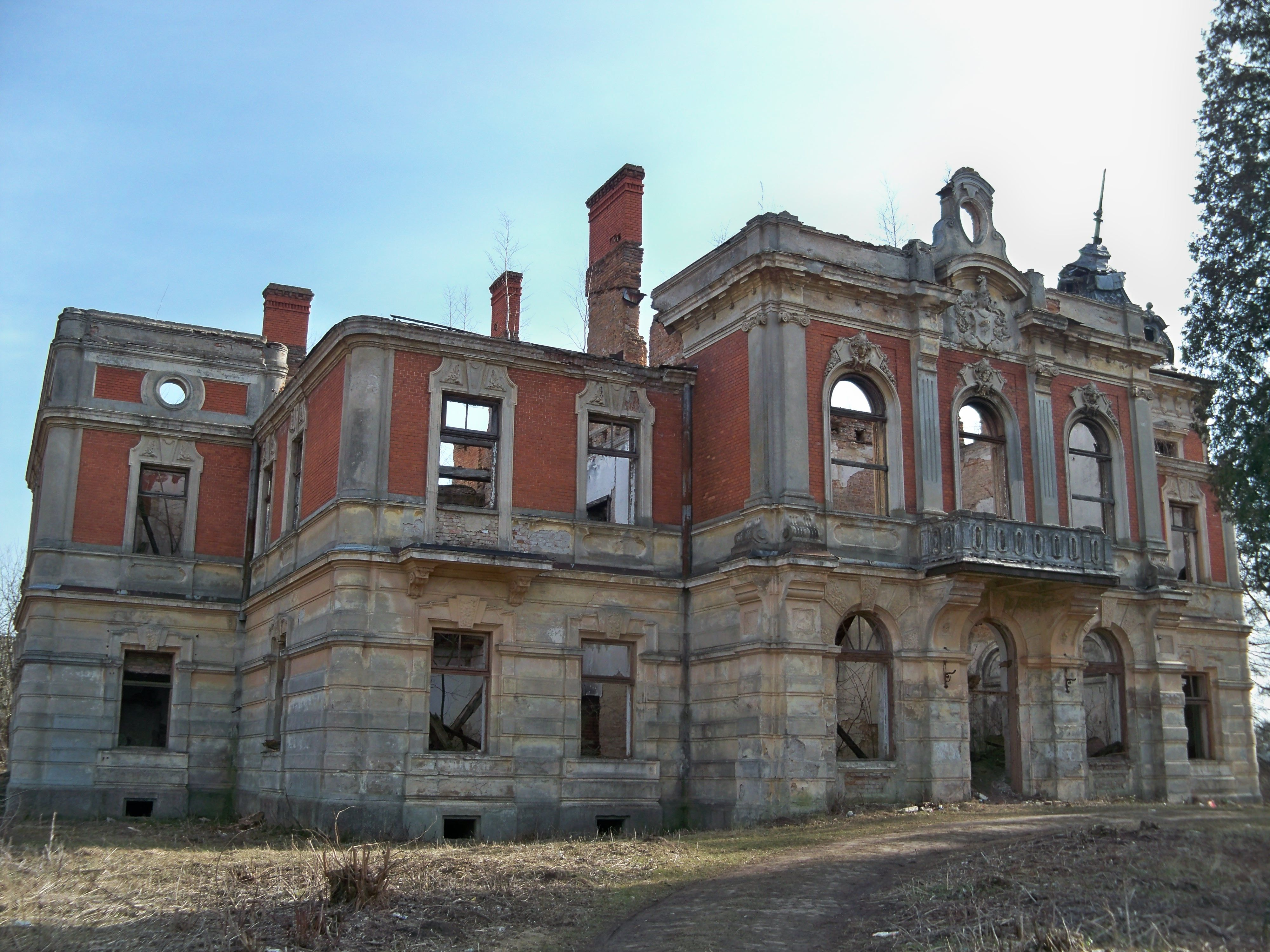
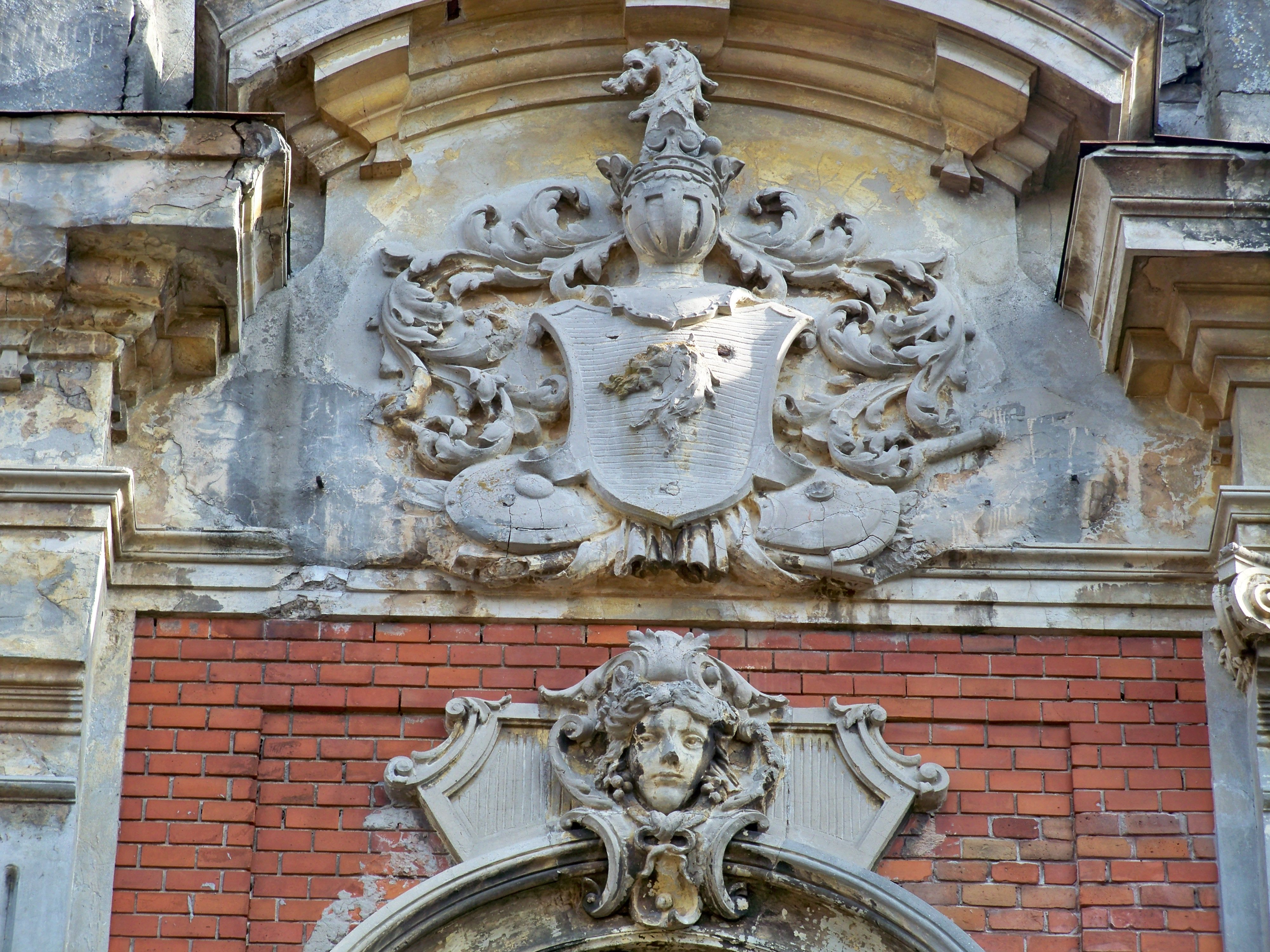
Herb Zadora Z. Lanckorońskiego
Herb Zadora Z. Lanckorońskiego